# Beat Happening
Beat Happening es un grupo estadounidense de indie pop, procedente de Olympia, Washington. Beat Happening fue uno de los grupos pioneros del indie americano y también del lo-fi, destacándose por el uso de técnicas de grabación primitivas, el desprecio por los aspectos técnicos de la maestría musical, y canciones con temas de carácter infantil o tímido.
El líder de la banda, Calvin Johnson también formó el sello discográfico K Records. El sello discográfico gozó de un modesto éxito y sigue manteniendo su integridad independiente, cuyo lema proclamaba: explotando la clandestinidad adolescente en rebelión apasionada contra el ogro corporativo desde 1982.
A pesar de que no se han separado oficialmente, el grupo no se ha presentado en público desde los inicios de los 90s. En el año 2005 fueron invitados por Isaac Brock de Modest Mouse para actuar en el festival "All Tomorrow's Parties", pero ellos declinaron respetuosamente la invitación.

## Historia
La banda se conoció mientras asistían a la The Evergreen State College y empezaron a grabar en 1983. La alineación básica de la banda constaba de batería, guitarra y voz, aunque cuando se formaron sus instrumentos sólo fueron un par de maracas y una guitarra Silvertone Sears comprada en una tienda de segunda mano.
Heather, una vez bromeó en una entrevista que la historia de la banda podría ser contada a través de una lista de las diferentes personas que habían tocado la batería. Heather y Calvin habían sido miembros de una banda anterior y se añadió a Bret, quien no tenía experiencia musical en aquel entonces, diciendo que deberían formar una banda e ir a Japón. De hecho, fue en un viaje a Tokio que los miembros de la banda grabaron Three Tea Breakfast, un EP que estableció la reputación de la banda.

## Legado
La banda ha influenciado a grupos como Bratmobile, Kurt Cobain de Nirvana, y Kathi Wilcox de Bikini Kill.

## Miembros
- Calvin Johnson – voces, guitarras
- Heather Lewis – guitarras, batería, voces
- Bret Lunsford – batería, guitarras

## Discografía
Álbumes de estudio
- Beat Happening (1985, K)
- Jamboree (1988, K, Rough Trade)
- Black Candy (1989, K, Rough Trade)
- Dreamy (1991, K, Sub Pop)
- You Turn Me On (1992, K, Sub Pop)

EPs
- Beat Happening Cassette (1984, K)
- Three Tea Breakfast Cassette (1984, K)
- Crashing Through EP (1988, 53rd & 3rd)
- Beat Happening / Screaming Trees split (1988, K, Homestead)

Compilaciones
- Crashing Through (2002, K)
- Music to Climb the Apple Tree By (2003, K)
- Look Around (2015, K, Domino)[9]

Singles
- "Our Secret" / "What's Important" (1984, K)
- "Look Around" / "That Girl" (1987, K)
- "Honey Pot" / "Don't Mix The Colors" [flexi-disc] (1988, 53rd & 3rd)
- "Red Head Walking" / "Secret Picnic Spot" (1990, Sub Pop)
- "Nancy Sin" / "Dreamy" (1990, K)
- "Sea Hunt" / "Knock On Any Door" (1991, Bi-Joopiter)
- "Angel Gone" / "Zombie Limbo Time" (2000, K)